# Эпстайн, Джейкоб
Сэр Дже́йкоб Э́пстайн (англ. Jacob Epstein; 10 ноября 1880, Нью-Йорк — 19 августа 1959, Лондон) — английский и американский скульптор и график, один из пионеров скульптуры стиля модерн.

## Биография
Джейкоб Эпстайн родился в семье Макса и Мэри Эпстайн, эмигрантов еврейского происхождения из русской Польши. Он был третьим из пяти детей. После обучения на курсах нью-йоркской Всеобщей студенческой лиги в 1894—1902 годах он продолжает изучать искусство в Париже, в Школе изящных искусств с октября 1902 по март 1903 года, а затем, с апреля 1903 по 1904 год, в Академии Жюлиана, где его учил Жан-Поль Лорен. С 1905 года Эпстайн живёт в Великобритании, и в 1910 получает британское гражданство. Женился на Маргарет Данлоп в 1906 году. Пара жила на Стэнхоп-стрит рядом с Риджентс-парком, а затем переехала в студию на Стэмфорд-стрит в Фулхэме. В 1907 году Эпштейн перевез свою студию на улицу Чейн-Уок 72, где начал работать над своим первым крупным общественным заказом — серией статуй для нового здания Британской медицинской ассоциации в Лондоне. В 1954 году скульптор, за выдающийся вклад в современное искусство, был посвящён в рыцари. Эпстайн умер в августе 1959 года в Лондоне. Он был похоронен на кладбище Путни-Вейл.

## Избранные работы

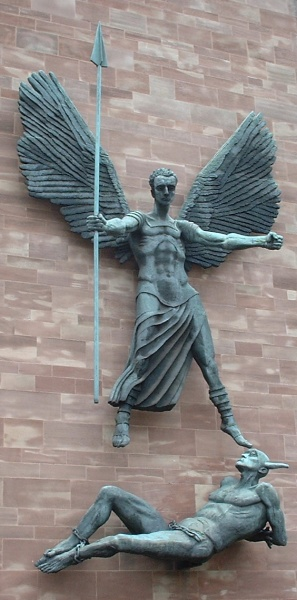
Победа Св.Михаила

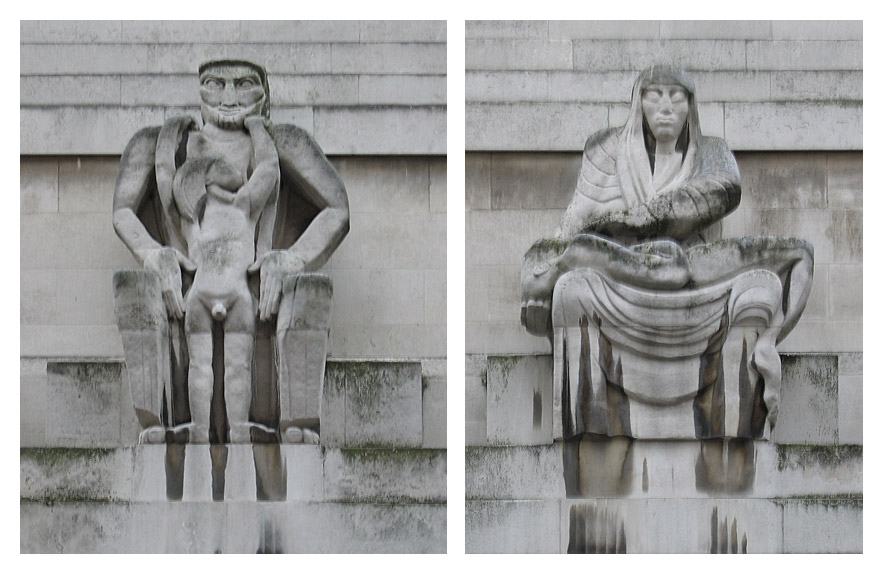
День и Ночь

- Памятник на могиле Оскара Уайльда (1911) Париж, кладбище Пер Лашез
- Венера (мрамор, 1917) Нью-Хейвен, Йельский университет
- Рима (1923) Лондон, Гайд-парк
- День и Ночь (1928/29) Лондон, станция Сент-Джеймский парк
- Ecce Homo (1934) Ковентри, Кафедральный собор
- Адам (алебастр, 1939) Лидс
- Иаков и ангел (1940) Лондон, Тейт
- Лазарь (1947), Оксфорд, Нью-Колледж
- Мадонна и дитя (1950) Лондон
- Победа Св. Михаила над Дьяволом (бронза, 1958) Бирмингем и Ковентри, Кафедральный собор

Дж. Эпстайн является также автором скульптурных портретов-бюстов выдающихся деятелей политики, науки и искусства: Иегуди Менухина, Уинстона Черчилля, Оскара Уайльда, Рабиндраната Тагора, Уильяма Блейка, Альберта Эйнштейна, Джозефа Конрада, Джавахарлала Неру, Джорджа Бернарда Шоу, Поля Робсона, и других.